# Milán AC 1999/2000
Soupiska AC Milán v ročníku 1999/2000 uvádí přehled hráčů fotbalového mužstva pod tehdejším názvem Milán AC a statistické údaje o nich v sezóně 1999/2000.

## Soupiska a statistiky
| Číslo dresu    | Jméno                   | Narozen      | Stát              | Liga z/g | Pohár z/g | LM z/g | SI z/g | Celkem |
| -------------- | ----------------------- | ------------ | ----------------- | -------- | --------- | ------ | ------ | ------ |
| Brankaři       |                         |              |                   |          |           |        |        |        |
| 12             | Christian Abbiati       | 8. 7. 1977   | Itálie            | 29/33    | 0/0       | 6/8    | 0/0    | 35/41  |
| 1              | Sebastiano Rossi        | 20. 7. 1964  | Itálie            | 05/7     | 4/7       | 0/0    | 1/2    | 10/15  |
| 40             | Valerio Fiori           | 27. 4. 1969  | Itálie            | 0/0      | 0/0       | 0/0    | 0/0    | 0/0    |
| Obránci        |                         |              |                   |          |           |        |        |        |
| 3              | Paolo Maldini           | 26. 6. 1968  | Itálie            | 27/1     | 4/0       | 6/0    | 1/0    | 38/1   |
| 5              | Alessandro Costacurta   | 24. 4. 1966  | Itálie            | 27/0     | 2/0       | 5/0    | 1/0    | 35/0   |
| 2              | Thomas Helveg           | 24. 6. 1971  | Dánsko            | 27/0     | 1/0       | 4/0    | 1/0    | 33/0   |
| 26             | Luigi Sala              | 21. 2. 1974  | Itálie            | 20/0     | 3/0       | 1/0    | 0/0    | 24/0   |
| 14             | Roberto Ayala           | 14. 4. 1973  | Argentina         | 13/0     | 3/0       | 6/0    | 0/0    | 22/0   |
| 19             | José Antonio Chamot     | 17. 5. 1969  | Argentina         | 13/0     | 1/0       | 0/0    | 0/0    | 14/0   |
| 25             | Bruno N'Gotty           | 10. 6. 1971  | Francie           | 9/0      | 1/0       | 2/0    | 1/0    | 13/0   |
| 13             | Taribo West             | 26. 3. 1974  | Nigérie           | 04/1     | 0/0       | 0/0    | 0/0    | 04/1   |
| 16             | Max Tonetto             | 18. 11. 1974 | Itálie            | 0/0      | 01/0      | 0/0    | 0/0    | 01/0   |
| Záložníci      |                         |              |                   |          |           |        |        |        |
| 23             | Massimo Ambrosini       | 29. 5. 1977  | Itálie            | 29/2     | 4/0       | 1/0    | 1/0    | 36/2   |
| 24             | Andrés Guglielminpietro | 14. 4. 1974  | Argentina         | 23/1     | 4/2       | 5/0    | 1/1    | 33/4   |
| 4              | Demetrio Albertini      | 23. 8. 1971  | Itálie            | 26/1     | 1/0       | 5/0    | 1/0    | 33/1   |
| 21             | Federico Giunti         | 6. 8. 1971   | Itálie            | 24/0     | 3/0       | 5/1    | 1/0    | 33/1   |
| 27             | Serginho                | 27. 6. 1971  | Brazílie          | 24/2     | 2/0       | 5/0    | 0/0    | 31/2   |
| 8              | Gennaro Gattuso         | 9. 1. 1978   | Itálie            | 22/1     | 1/0       | 5/0    | 0/0    | 28/1   |
| 15             | Diego De Ascentis       | 31. 7. 1976  | Itálie            | 19/0     | 4/0       | 0/0    | 0/0    | 23/0   |
| 10             | Zvonimir Boban          | 8. 10. 1968  | Chorvatsko        | 17/6     | 3/0       | 2/0    | 0/0    | 22/6   |
| 19             | Pierluigi Orlandini     | 9. 10. 1972  | Itálie            | 02/1     | 1/0       | 2/0    | 0/0    | 05/1   |
| 13             | Ibrahim Ba              | 12. 11. 1973 | Francie · Senegal | 0/0      | 0/0       | 0/0    | 1/0    | 01/0   |
| Útočníci       |                         |              |                   |          |           |        |        |        |
| 7              | Andrij Ševčenko         | 29. 9. 1976  | Ukrajina          | 32/24    | 4/4       | 6/1    | 1/0    | 43/29  |
| 20             | Oliver Bierhoff         | 1. 5. 1968   | Německo           | 30/11    | 3/1       | 6/2    | 1/0    | 40/14  |
| 18             | Leonardo                | 5. 9. 1969   | Brazílie          | 20/4     | 1/1       | 5/1    | 0/0    | 26/6   |
| 41             | Jose Mari               | 10. 12. 1978 | Španělsko         | 15/1     | 2/0       | 0/0    | 0/0    | 17/1   |
| 9              | George Weah             | 1. 10. 1966  | Libérie           | 10/4     | 2/0       | 1/1    | 1/0    | 14/5   |
| 11             | Maurizio Ganz           | 13. 10. 1968 | Itálie            | 01/1     | 1/0       | 1/0    | 0/0    | 03/1   |
| 33             | Mohammed Aliyu Datti    | 14. 3. 1982  | Nigérie           | 01/0     | 0/0       | 0/0    | 0/0    | 01/0   |
| Realizační tým |                         |              |                   |          |           |        |        |        |
| Trenér         | Alberto Zaccheroni      | 1. 4. 1953   | Itálie            | 34/0     | 4/0       | 6/0    | 1/0    | 45/0   |
| As. trenéra    | Stephen Agresti         | 3. 12. 1956  | Itálie            | 34/0     | 4/0       | 6/0    | 1/0    | 45/0   |

- - poznámka : brankaři mají góly obdržené!!!

Během sezóny odešli
Bruno N'Gotty - AC Venezia
Max Tonetto - FC Bologna
Pierluigi Orlandini - AC Venezia
Maurizio Ganz - AC Venezia
Ibrahim Ba - Perugia Calcio
Během sezóny přišli
Taribo West - Inter Milan
Jose Mari - Atlético Madrid
José Antonio Chamot - Atlético Madrid